# Battaglia di Tacuarí
La battaglia di Tacuarí, chiamata anche battaglia di Tacuary, fu uno scontro bellico combattuto il 9 marzo 1811 nei pressi del fiume Tacuary, nel territorio dell'odierna Carmen del Paraná, in Paraguay; vi si affrontarono l'esercito creato dalla giunta rivoluzionaria di Buenos Aires, guidato da Manuel Belgrano, contro le truppe paraguaiane rimaste fedeli alla corona spagnola, alla cui testa figurava Manuel Cabañas.
La battaglia si risolse con la vittoria dell'esercito realista, che respinse in tal modo l'invasione; le truppe di Belgrano, da parte loro, poterono ritirarsi in ordine oltre il fiume Paraná grazie all'armistizio siglato con il comandante paraguaiano.
Pochi mesi dopo lo scontro, il 14 maggio, uno dei comandanti dell'esercito di Cabañas, Fulgencio Yegros, promosse una rivoluzione ad Asunción; il mese successivo un congresso depose il governatore spagnolo Bernardo de Velasco e instaurò una nuova giunta che dichiarò l'indipendenza del Paraguay.

## Antefatti
Dopo il rifiuto del governatore del Paraguay, Bernardo de Velasco, di riconoscere la giunta formatasi a Buenos Aires dopo la Rivoluzione di Maggio, quest'ultima allestì una spedizione militare per ricondurre l'Intendencia sotto il proprio potere, e la affidò a Manuel Belgrano. Il comandante rivoluzionario invase il territorio paraguaiano alla testa di un piccolo esercito, ma, lungi dall'ottenere l'adesione della popolazione civile, fu sconfitto da forze molto superiori il 19 gennaio 1811 nella battaglia di Paraguarí, nonostante la fuga dal campo dello stesso Velasco.
Perso lo scontro, Belgrano ordinò la ritirata, che fu eseguita sfilando di fronte alle truppe paraguaiane, che non si mossero; si arrestò sul fiume Tebicuary, in un sito ritenuto difendibile, disponendo i 400 uomini che gli erano rimasti sulla riva sinistra. I paraguaiani, dal canto loro, impiegarono alcuni giorni a riorganizzarsi; preso il comando dell'esercito, Manuel Cabañas partì all'inseguimento dei patrioti con 5000 soldati.
Convintosi dell'impossibilità di resistere sulla nuova linea difensiva, alla notizia dell'arrivo dell'esercito nemico Belgrano cercò di raggiungere il Paraná; quando fu sul punto di attraversarne uno dei suoi affluenti, il Tacuary, fu sorpreso dall'arrivo dell'esercito nemico. Dispose quindi le truppe sulla sponda sinistra del fiume, dove questo disegnava un arco, con l'ala destra protetta da un bosco impenetrabile e quella sinistra da un altro boschetto, nel quale nascose due pezzi d'artiglieria; gli altri 4 cannoni furono dislocati al centro dello schieramento, due in batteria e due nella riserva.
Cabañas aveva mandato all'inseguimento del nemico la propria avanguardia, al comando di Fulgencio Yegros; sul Tacuary, il 7 marzo 1811, questa si ricompose con il grosso dell'esercito, al quale si unì un ulteriore contingente di 400 uomini e tre pezzi d'artiglieria, spedito da Velasco e comandato da Juan Manuel Gamarra.

## La battaglia

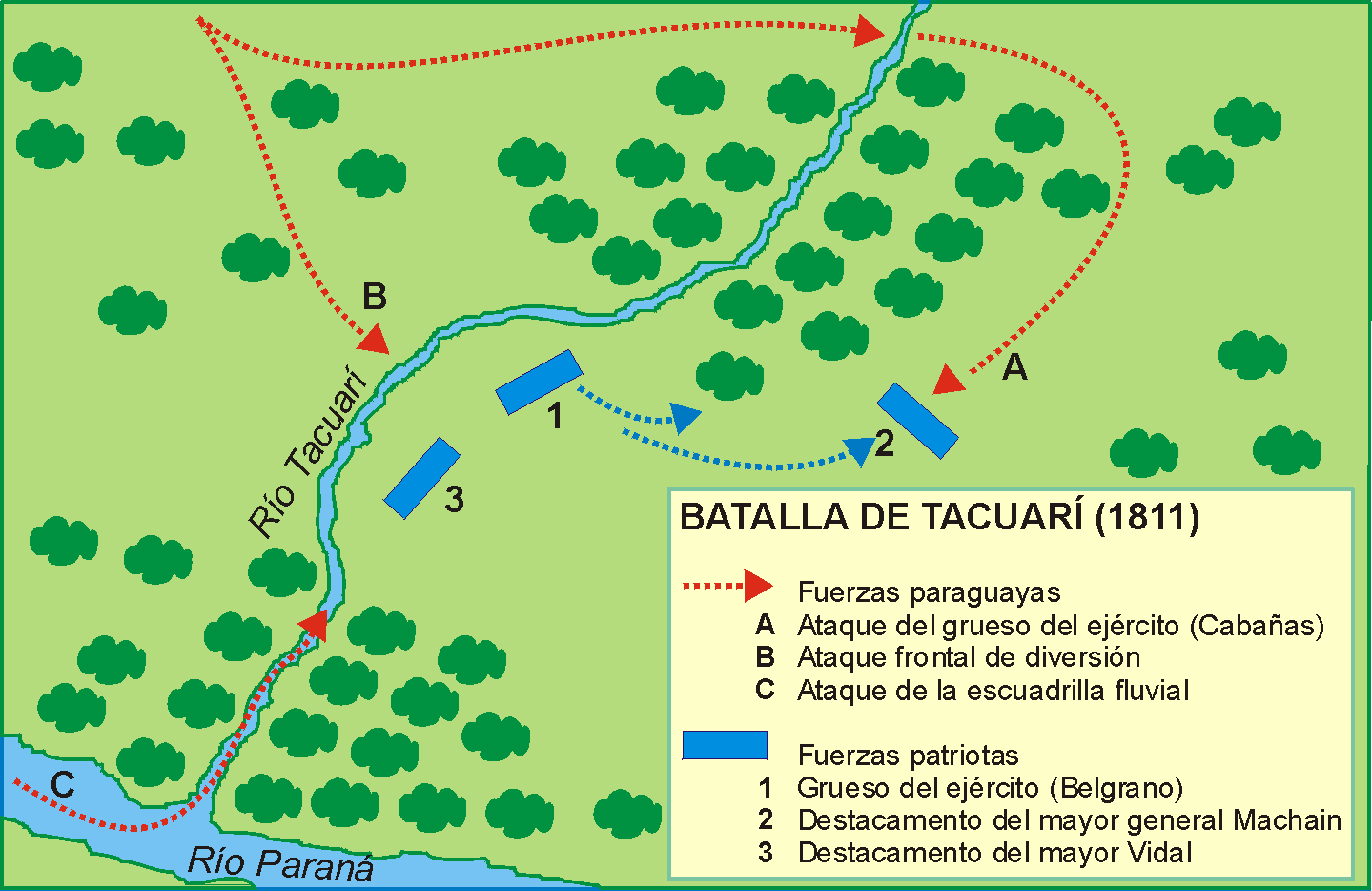
La battaglia di Tacuarí. In blu sono designate le truppe di Belgrano; il numero 1 contraddistingue il grosso dell'esercito patriota, il 2 la colonna di José Machain e il 3 quella del maggiore Vidal. Nello schieramento paraguaiano, segnato in rosso, la lettera A indica il grosso dell'esercito (Cabañas), la B indica l'azione diversiva e la C indica l'attacco della squadriglia fluviale.

Nei giorni precedenti allo scontro, Cabañas aveva aperto un cammino nel bosco e fatto costruire un ponte di legno sul fiume qualche chilometro più a monte. La sera dell'8 marzo destinò una colonna a marciare verso il fiume in direzione dell'accampamento nemico, appoggiata dalla squadriglia fluviale giunta dal fiume Paraná; con il grosso dell'esercito, invece, si accinse ad attraversare il ponte appena costruito per cogliere l'esercito patriota alle spalle.
La mattina del 9 marzo, l'artiglieria paraguaiana cominciò le ostilità sul tratto del fiume occupato da Belgrano. A quest'ultimo fu presto riportato che, oltre all'attacco frontale, ne era in corso uno all'ala sinistra proveniente dalle imbarcazioni risalite e uno all'ala destra da una colonna che aveva attraversato più a monte; ordinò al maggiore Celestino Vidal di respingere il primo, e a José Machain di effettuare un riconoscimento sul secondo, con l'indicazione di ripiegare se si fosse trattato dell'attacco principale. Mentre gli attacchi a provenienti da sinistra e dal centro poterono essere respinti, Machain non obbedì agli ordini e ingaggiò battaglia contro la colonna paraguaiana più nutrita, che lo circondò e lo costrinse alla resa dopo un'inutile resistenza in alcune isole boscose.
Belgrano, che aveva rifiutato l'intimazione di resa incondizionata inviatagli da Cabañas attraverso un ambasciatore, contrattaccò con le poche forze rimastegli; dispose la fanteria al centro dello schieramento, la cavalleria ai lati e i pezzi d'artiglieria tra di esse, e lanciando il segnale di marcia. Sotto i colpi d'artiglieria di entrambe le parti, le truppe patriote avanzarono fino a che il fronte nemico fu alla portata dei loro fucili per poi fare fuoco, disperdendo i paraguaiani nei boschi circostanti; temendo un'imboscata, però, Belgrano evitò di lanciare i suoi uomini all'inseguimento e li fece ripiegare su un'altura che dominava la zona.
Dalla sua posizione, Belgrano mandò a Cabañas un proprio ambasciatore con una proposta di armistizio; il comandante paraguaiano accettò, imponendo come condizione la partenza dell'esercito patriota il giorno successivo. Il comandante patriota iniziò così a ritirarsi di fronte all'esercito nemico, che gli concesse l'onore delle armi; Belgrano e Cabañas si incontrarono e discussero tra loro. Arrivato al fiume Paraná, si apprestò ad attraversarlo per tornare a Candelaria, nel territorio di Misiones, che raggiunse il 15 marzo.

## Conseguenze
Nei giorni successivi alla battaglia, Belgrano continuò a negoziare, iniziando una fitta corrispondenza con Cabañas e altri capi paraguaiani; nelle sue lettere ribadì la situazione della Spagna, occupata dalle truppe di Napoleone Bonaparte, e la necessità che tutte le colonie americane seguissero l'esempio di Buenos Aires e instaurassero loro governi. Profondo conoscitore del sistema economico paraguaiano, nel quale aveva importanza primaria la produzione di tabacco, asserì inoltre la necessità di porre fine al monopolio coloniale che gli spagnoli avevano imposto ai coltivatori creoli.
Preoccupato dei contatti esistenti tra i suoi comandanti militari e i rivoluzionari di Buenos Aires, il governatore spagnolo Velasco marciò a Santa Rosa, dove adottò una serie di misure che provocarono malcontento nell'esercito: destituì Cabañas, congedò la maggior parte dei soldati senza pagarli e proibì ogni comunicazione con l'esercito di Belgrano. Le misure finirono per gettargli maggiore discredito in seno alle truppe paraguaiane. Pochi mesi dopo la battaglia, ad Asunción una rivoluzione, capeggiata da Fulgencio Yegros, affiancò al governatore due triumviri; l'8 giugno 1811 Velasco fu deposto e imprigionato. Nei giorni successivi un congresso stabilì l'indipendenza del Paraguay sia dalla Spagna che da Buenos Aires.
La spedizione di Belgrano in Paraguay si risolse in una sconfitta militare, ma pose i semi di una vittoria politica: con la sua rivoluzione, la provincia smise di rappresentare un pericolo per la giunta di Buenos Aires e si sfilò dallo schieramento realista.